# Варзар, Василий Егорович
Василий Егорович Ва́рзар (также — Василий Георгиевич Варзер; 16 декабря 1851 — 29 сентября 1940) — русский и советский экономист, профессор МГУ, один из основоположников промышленной статистики в России.

## Биография
Родился в 1851 году в семье служащего. Точное место рождения не установлено. Согласно одним данным родился в семье молдавского дворянина. Некоторые историки  считают, что родился в Кишиневе. Учился сперва в Императорском университете Святого Владимира в Киеве, затем в Петербургском технологическом институте, который в окончил в 1875 году. В студенческие годы был связан с народниками, был последователем Петра Лаврова.
В 1874 году выпустил брошюру «Хитрая механика», в которой проанализировал налоговую политику российского правительства. В 1876 году вместе с А. А. Русовым и П. П. Червинским организовал статистическое отделение Черниговской земской управы и разработал так называемый черниговский тип земской статистики. После закрытия Черниговского статистического бюро был в Чернигове мировым судьёй, затем председателем Черниговской уездной земской управы. Работал фабричным инспектором в Риге, Ревеле, участвовал в разработке законопроекта о податной реформе промышленности.
В 1894—1917 гг. работал последовательно в министерстве финансов и министерстве торговли и промышленности. Выпустил три статистические работы о стачках промышленных рабочих в России (за 1895—1904, 1905 и 1906—1908 гг.).
Он обобщал статистические сведения о результатах социального страхования работников по закону 1903 года и в частных страховых обществах. Начиная с середины 1890-х гг. Варзар принимал участие в работе практически всех государственных комиссий по разработке актов фабричного законодательства. Одновременно в 1905—1913 гг. он читал лекции по статистике на курсах Министерства внутренних дел.
Им была разработана система налогообложения предпринимателей, заменившая в 1898 году архаичную гильдейскую систему; предложил критерии для оценки мощности промышленного предприятия — орудия производства и число рабочих. В 1900 и 1908 гг. по его инициативе и под его руководством были проведены два первых в России статистических обследования промышленных предприятий («Варзаровские переписи»).
В апреле 1911 года был произведён в чин действительного статского советника; был награждён орденами Св. Анны 2-й степени (1897) и Св. Владимира 4-й степени (1903).
Через год после Октябрьской революции 1917 года, в конце 1918 года, спасаясь от голода уехал на юг России; работал в краевом статистическом бюро в Ростове-на-Дону; был профессором Донского института народного хозяйства и Донского университета. В 1925—1927 годах работал в Москве, в Центральном отделе статистики ВСНХ и ЦСУ, где возглавлял работу ряда комиссий; был профессором факультета советского права 1-го МГУ (1925—1927).
Умер в Ленинграде 29 сентября 1940 года.
Его внучка, Нина Васильевна Варзар (1909—1954) была первой женой Д. Д. Шостаковича.

## Публикации
Фундаментальный труд Варзара «Очерки основ промышленной статистики» (Т. 1-2, 1925—1927), в котором рассмотрены две фундаментальные проблемы советской и зарубежной статистики: промышленное заведение как единица наблюдений (Т. 1) и классификация промышленных производств (Т. 2), стал первым учебным пособием по курсу промышленной статистики. Он обосновал построение диаграмм, получивших известность как «знаки Варзара».
- Статистические сведения о фабриках и заводах по производствам, не обложенным акцизом, за 1900 г. — СПб., 1903;
- Статистические сведения по обрабатывающей фабрично-заводской промышленности Российской империи за 1908 г. — СПб., 1912
- Статистические сведения о стачках рабочих на фабриках и заводах за десятилетие 1895—1904 гг. — СПб., 1905;
- Статистика стачек рабочих на фабриках и заводах за 1905 г. — СПб., 1908;
- Статистика стачек рабочих на фабриках и заводах за трёхлетие 1906—1908 гг. — СПб., 1910;
- Новый способ построения показательных диаграмм, 2 доп. изд. — М., 1926.
- Воспоминания старого статистика. — М., 1924.